# 军屯汉墓
军屯汉墓，位于山东省淄博市张店区四宝山街道军屯村，是中华人民共和国山东省文物保护单位之一。
2006年12月7日，授予山东省文物保护单位，是一座古墓葬。